# Manuel Joaquín Tarancón y Morón
Manuel Joaquín Tarancón y Morón (ur. 20 marca 1782 w Covarrubias, zm. 25 sierpnia 1862 w Sewilli) – hiszpański kardynał.

## Życiorys
Urodził się 20 marca 1782 roku w Covarrubias. Studiował w Valladolid i Sewilli, gdzie uzyskał doktoraty z prawa cywilnego i kanonicznego. Po przyjęciu święceń został wykładowcą na macierzystej uczelni. 4 października 1847 roku został biskupem Kordoby, a 2 stycznia 1848 roku przyjął sakrę. Dziesięć lat później został arcybiskupem Sewilli. 15 marca 1858 roku został kreowany kardynałem prezbiterem, jednak nie otrzymał kościoła tytularnego. Zmarł 25 sierpnia 1862 roku w Sewilli.